# 経済教室
経済教室（けいざいきょうしつ）は、日本経済新聞朝刊の中ほどに月曜日から金曜日までの平日に掲載されている。主に経済学者がそれぞれの専門領域の見地から日々起こっている経済現象を解説する記事である。他にも関連する分野に精通した経営学や政治学、法学等の社会科学の専門家や、政治家、シンクタンクやNPOの研究者なども執筆する。また著名な外国人の経済学者が寄稿することもある。（なお、電子版では日曜日に「経済教室まとめ読み」が掲載される。）
普段は単発のテーマであるが、例えばサブプライムローン問題等の大きな事件が起きた時や地球温暖化のように多様な意見がある場合は数回に分けて複数の著者が執筆し連載を行う。
なお、ここでは同一ページに掲載されている「やさしい経済学」についても扱う。

## 概要
「経済教室」は昭和23年（1948年）に第1回の連載が開始され（初回のテーマは「世界の仲間入りに必要な為替レート」であった）、2008年8月6日は丸六十年を迎えた。日本経済新聞紙上では還暦を記念し対談等の特集が組まれた。
また「やさしい経済学」は1950年10月に「経済図書室」としてスタートし、同年12月に「やさしい経済学」に改題された。

## 経済教室への寄稿ランキング
（2008年8月6日現在。日本経済新聞の60周年特集による）
| 順位 | 氏名       | 寄稿回数 |
| ---- | ---------- | -------- |
| 1位  | 吉野俊彦   | 64回     |
| 2位  | 香西泰     | 62回     |
| 3位  | 金森久雄   | 60回     |
| 4位  | 伊藤元重   | 58回     |
| 5位  | 中村隆英   | 51回     |
| 6位  | 田中直毅   | 48回     |
| 7位  | 並木信義   | 45回     |
| 8位  | 篠原三代平 | 41回     |
| 8位  | 西山千明   | 41回     |
| 10位 | 鈴木淑夫   | 40回     |
| 11位 | 野口悠紀雄 | 38回     |
| 12位 | 中谷巌     | 37回     |
| 13位 | 八代尚宏   | 36回     |
| 13位 | 宮崎勇     | 36回     |
| 15位 | 島田晴雄   | 35回     |
| 15位 | 蝋山昌一   | 35回     |
| 17位 | 伊藤隆敏   | 34回     |
| 18位 | 正村公宏   | 32回     |
| 18位 | 清成忠男   | 32回     |
| 20位 | 塚本健     | 31回     |